# Sabre de Charlemagne

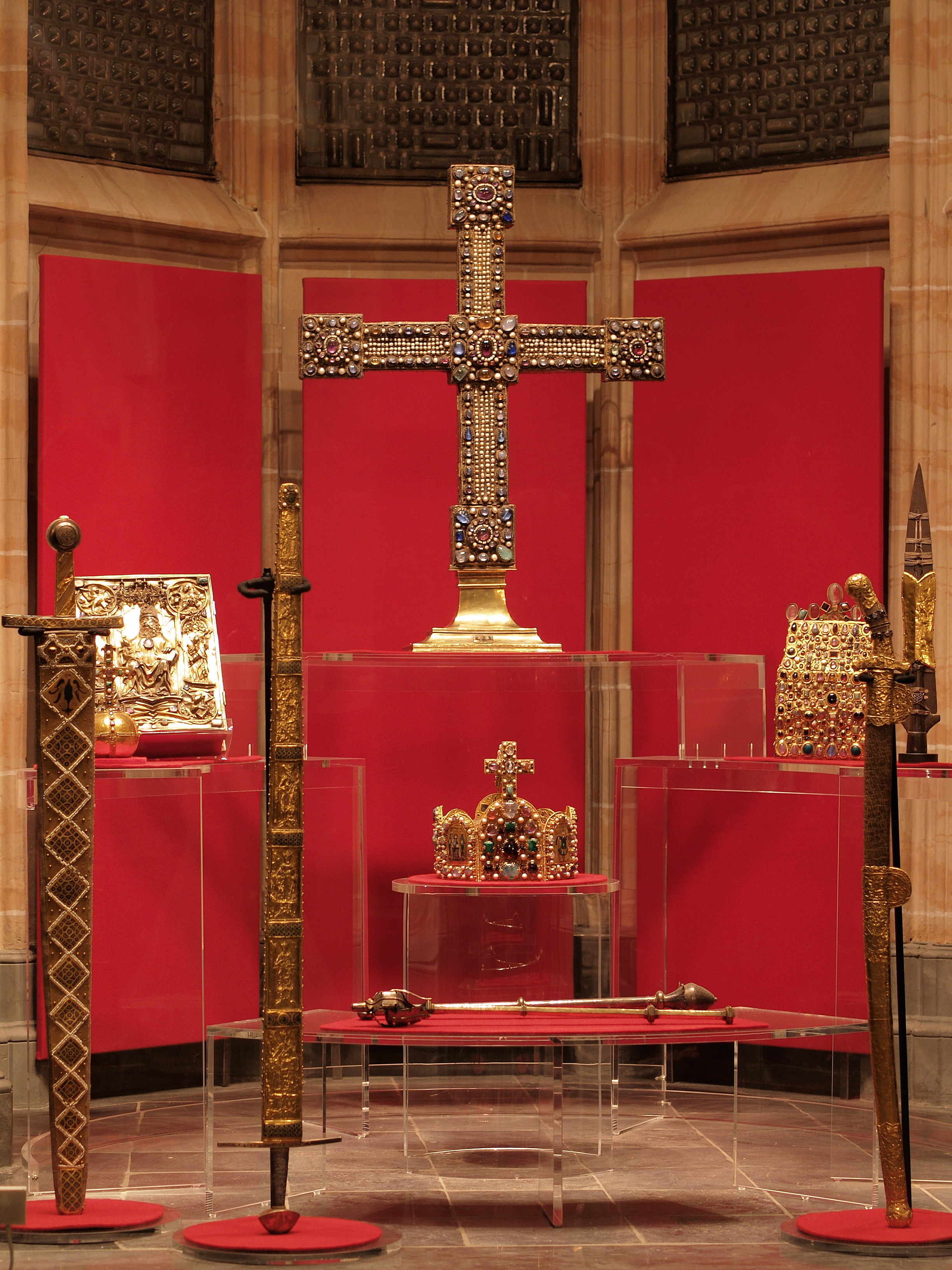
Répliques des regalia impériales dans la Salle du couronnement de la mairie d'Aix-la-Chapelle ; le sabre de Charlemagne est à droite.

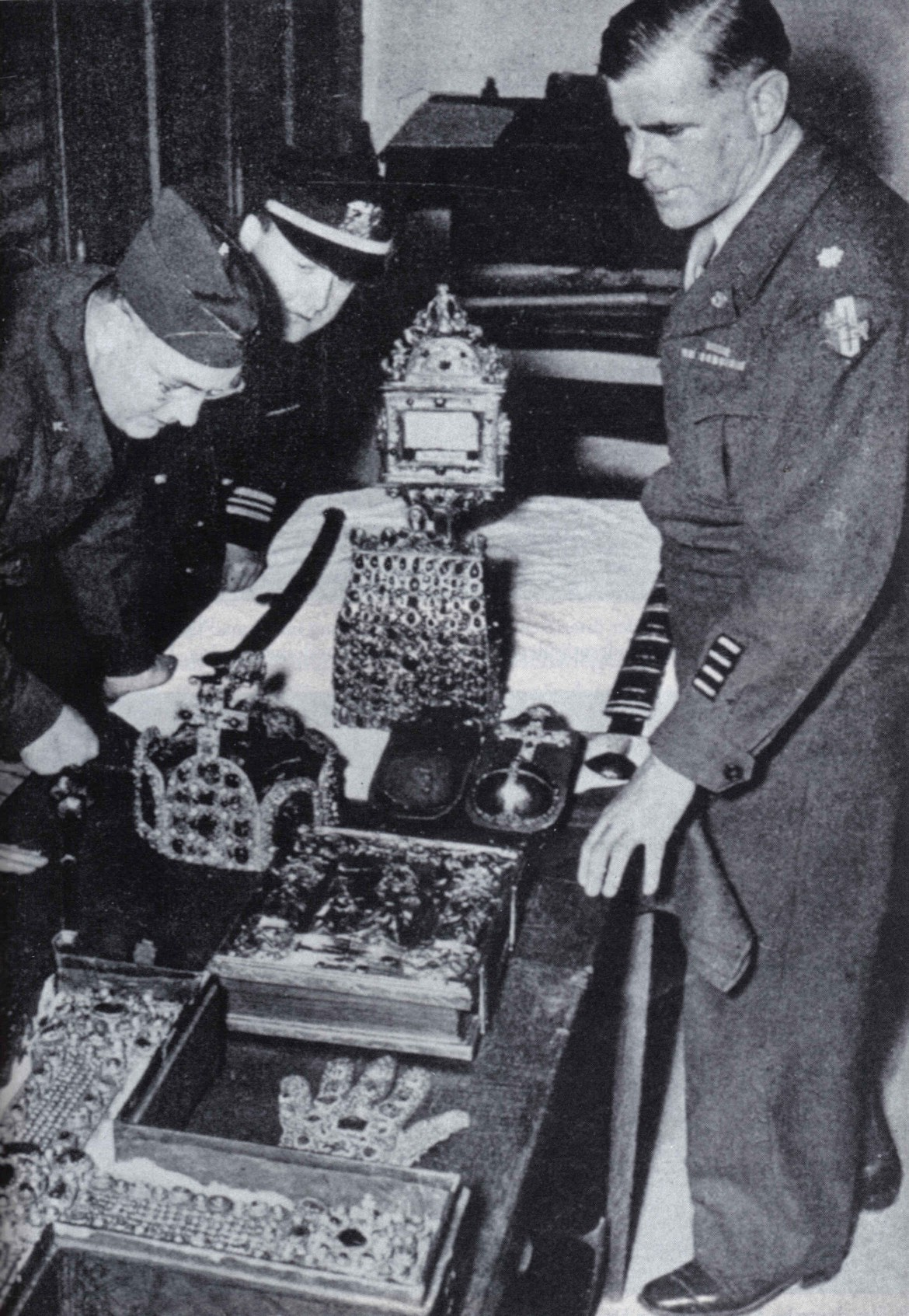
Inventaire des Regalia à la banque nationale d'Autriche à leur retour à Vienne en 1946.

L'arme et insigne dénommé Sabre de Charlemagne (en allemand : Säbel Karls des Großen) est une des regalia du Saint-Empire romain germanique. L'arme, de type hongrois, était portée par le roi des Romains lors de son couronnement. Avec deux autres regalia, elle fait partie d'un ensemble conservé à Aix-la-Chapelle jusqu'en 1794.
Le sabre est distinct d'une autre arme attribuée à Charlemagne, Joyeuse dite aussi « épée de Charlemagne ».
Datant de la première moitié du Xe siècle, il est conservé à la chambre du trésor du Hofburg à Vienne.